# Nancy Chodorow
Nancy Julia Chodorow (nascida em 20 de janeiro de 1944) é uma socióloga e psicanalista feminista. Ela escreveu vários livros influentes, incluindo A Reprodução de Maternidade: a Psicanálise e a Sociologia do Gênero (1978); o Feminismo e a Teoria Psicanalítica (1989); Feminilidade, Masculinidade, Sexualidades: Freud e Além (1994); e O Poder dos Sentimentos: Significado Pessoal na Psicanálise, Gênero e Cultura (1999).
Ela é considerada como uma das principais teóricas feministas da psicanálise e integra a International Psychoanalytical Association, muitas vezes falando em seus congressos. Ela passou muitos anos como professora no departamento de sociologia e psicologia clínica na Universidade da Califórnia, em Berkeley. Ela se aposentou da Universidade da Califórnia, em 2005. A Reprodução da Maternidade foi escolhido como um dos dez livros mais influentes dos últimos vinte e cinco anos.

## Educação
Chodorow se formou no Radcliffe College, em 1966, e posteriormente se doutorou em sociologia pela Universidade de Brandeis.

## Ideias
Chodorow vê as diferenças de gênero como formações de compromisso do complexo de Édipo. Ela inicia seu argumento com a afirmação de Freud afirmação de que o indivíduo nasce bissexual e que a mãe da criança é o seu primeiro objeto sexual. Chodorow, baseando-se no trabalho de Karen Horney e Melanie Klein, observa que a criança forma seu ego em reação à figura dominadora da mãe.

## Ler mais
- Chodorow, Nancy (1997), «The psychodynamics of the family», The second wave: a reader in feminist theory, ISBN 9780415917612, New York: Routledge, pp. 181–197. ISBN 9780415917612